# Монтгомері (округ, Нью-Йорк)
Шаблон:StateAbbr_ 42°55′ пн. ш. 74°26′ зх. д. / 42.91° пн. ш. 74.44° зх. д.
Округ Монтгомері (англ. Montgomery County) — округ (графство) у штаті Нью-Йорк, США. Ідентифікатор округу 36057.

## Історія
Округ утворений 1772 року.

## Демографія
За даними перепису
2000 року
загальне населення округу становило 49708 осіб, зокрема міського населення було 29422, а сільського — 20286.
Серед мешканців округу чоловіків було 23736, а жінок — 25972. В окрузі було 20038 домогосподарств, 13111 родин, які мешкали в 22522 будинках.
Середній розмір родини становив 2,98.
Віковий розподіл населення поданий у таблиці:
| Стать    | До 15 років | 15-21 | 22-29 | 30-39 | 40-49 | 50-65 | 65-85 | Понад 85 |
| -------- | ----------- | ----- | ----- | ----- | ----- | ----- | ----- | -------- |
| Чоловіки | 5076        | 2183  | 2028  | 3308  | 3680  | 3758  | 3291  | 412      |
| Жінки    | 4880        | 2171  | 2080  | 3381  | 3689  | 3937  | 4768  | 1066     |

## Суміжні округи
- Фултон — північ
- Саратога — схід
- Скенектеді — схід
- Скогарі — південь
- Отсего — південний захід
- Геркаймер — захід

## Виноски
1. ↑  U.S. Decennial Census. United States Census Bureau. Архів оригіналу за 19 липня 2018. Процитовано 5 січня 2015.
2. ↑  Historical Census Browser. University of Virginia Library. Архів оригіналу за 11 серпня 2012. Процитовано 5 січня 2015.
3. ↑  Population of Counties by Decennial Census: 1900 to 1990. United States Census Bureau. Архів оригіналу за 19 лютого 2015. Процитовано 5 січня 2015.
4. ↑  Census 2000 PHC-T-4. Ranking Tables for Counties: 1990 and 2000 (PDF). United States Census Bureau. Архів оригіналу (PDF) за 18 грудня 2014. Процитовано 5 січня 2015.
5. ↑  State & County QuickFacts. United States Census Bureau. Архів оригіналу за 7 червня 2011. Процитовано 12 жовтня 2013.(англ.) Наведено за англійською вікіпедією.
6. ↑  American FactFinder. Бюро перепису населення США. Архів оригіналу за 26 лютого 2012. Процитовано 31 січня 2008.

| США | Це незавершена стаття з географії США. Ви можете допомогти проєкту, виправивши або дописавши її. |